# Энегольм, Александр Ильич
Александр Ильич Энегольм (?—1868) — российский государственный деятель, редактор, действительный тайный советник (1866).

## Биография
Родился в семье действительного статского советника И. И. Энегольма. Брат — генерал-майор Е. И. Энегольм.
В службе и классном чине с 1811 года. В 1831 году   произведён в действительные статские советники, с назначением вице-директором Департамента Государственного имущества Российской империи и членом Учёного комитета. С 1833 года назначен  первым редактором Лесного журнала.
В 1845 году произведён в  тайные советники, член Комиссии прошений. В 1866 году произведён в действительные тайные советники.
Был награждён всеми российскими орденами вплоть до ордена Святого Александра Невского  пожалованного ему  17 апреля 1863 года.